# فویشتوانگن
شهر فویشتوانگن در ایالت بایرن در کشور آلمان واقع شده است.